# Garth Knox
Garth Knox (Dublín, Irlanda, 8 de octubre de 1956) es un compositor e intérprete de viola y viola d'amore irlandés. Es reconocido por sus interpretaciones de compositores contemporáneos y por haber sido integrante del Cuarteto Arditti.

## Biografía
Garth Knox nació en Irlanda y creció en Escocia. Fue el menor de cuatro hermanos, todos ellos dedicados a la interpretaciones de instrumentos cordófonos. Garth fue el único que se inclinó por la interpretación de la viola. Estudió en el Royal College of Music en Londres con el profesor Frederick Riddle. Ganó varios premios de interpretación como solista y como intérprete de música de cámara. Se involucró tanto en la interpretación de música barroca como de música contemporánea.
En 1983, Knox fue invitado por Pierre Boulez para integrar el Ensemble Intercontemporaine de París, donde se convirtió en solista de viola en diversos conciertos y festivales. En 1990 se integró al Cuarteto Arditti, con quienes interpretó y grabó obras para cuarteto de cuerdas de compositores del siglo XX, muchos de ellos estrenos, como obras de György Ligeti, Luciano Berio, Iannis Xenakis, Karlheinz Stockhausen y György Kurtag.
En 1998 continuó con su carrera de solista, y desde entonces ha estrenado obras de Hans Werner Henze, Ligeti, Brian Ferneyhough, James Dillon, George Benjamín, algunas de las cuales están dedicadas a Knox.
Knox ha desarrollado su carrera como solista tanto como intérprete de viola como de viola d'amore, instrumento al que ha explorado las posibilidades sonoras que tienen en la música del siglo XXI, con implementos electrónicos y no electrónicos, que ha hecho que se cree un nuevo repertorio para el instrumento.
Además de su trabajo como intérprete, también es profesor y tutor internacional de Viola en el RNCM de Manchester y profesor invitado de la Royal Academy of Music en Londres.

## Discografía

### Con el cuarteto Arditti
Con Montaigne (discográfica)
- Wolfgang Rihm: Quartet Nos. 3, 5, 8
- Iannis Xenakis: Chamber Works
- Nancarrow, Carter, Ives, Yim, Luier, Feldman, Lamont Young, Cage
- Henri Dutilleux: Pascal DUSAPIN
- Helmut Lachenmann: Tanzsuite, Reigen Seliger Geister
- Höller, Platz, Spahlinger, Zimmermann
- Arnold Schönberg-2: Quartets Nos. 1-4
- Vienna “1991”
- Arnold Schönberg-3
- Berio Quartet; Bussotti Quartetto Gramsci; Castiglioni Romanze; Donatoni La souris sans sourire; Maderna Quartetto per archi (in due tempi); Melchiorre Quartet No. 2; Scelsi Quartet No. 4; Sciarrino Sei quartetti brevi; Scodanibbio Visas; Stroppa Spirali
- Jonathan Harvey: Quartets Nos. 1 and 2; Scena; Lotuses
- Julio Estrada: Ishini’ioni; Canto Mnémico: Miqi’nahual; Yuunohui’se; Yuunohui’yei’nahui; Canto Alterno; Yuunohui’se’ome’yei’nahui
- From Scandinavia: Lindberg clarinet quintet; Saariaho Nymphea; Sorensen Angels Music, Tiensuu Arsenic and Old Lace
- Luca Francesconi: Quartet No. 3; Riti Neurali; Plot in Fiction; Richiami II
- Toshio Hosokawa: Landscape I, II and V; Fragmente II; Vertical Time Study III
- Brian Ferneyhough: 2 Quartet No. 4; Terrain; Kurze Schatten II; Trittico per G.S.
- Elliott Carter: Quatet No. %; Fragment; Figment; 90+; Duo; Cello Sonata
- Bruno Maderna: Quartetto per archi; Quartetto per archi in due tempi; Cadenza; Widmung; Dialodia; Piece pour Ivry; Viola; Ständchen für Tini
- Hans Zender: Hölderlin lesen; Hölderlin lesen II; Hölderlin lesen III
- Karlheinz Stockhausen: Helicopter Quartet
- Roger Reynolds: Coconino… a shattered landscape; Visions; Kokoro; Adriadne’s Thread; Focus a beam, emptied of thinking, outward

Con Mode Records
- Hilda Paredes: The Seventh Seed
- Gérard Pape: Le Fleuve du Désir
- John Cage: Five3 for trombone & string quartet
- Chaya Czernowin: String Quartet
- Gérard Pape: Le Fleuve du Désir III for string quartet & UPIC

### Como solista y acompañante
- Spectral viola, WDR, 2002
- Works for solo viola, 2004
- The Complete Sequenzas, Alternate Sequenzas Luciano Berio, Mode Records, 2005
- Les Espaces Acoustiques by Gérard Grisey, Kairos, 2005
- Rizonance Olga Neuwirth, Kairos, 2005
- GoldBerg’s Ghost, Fuga Libera, 2007
- Passing Images Frode Haltli, ECM, 2007
- Utopian Dances, 2008

- D’amore. Garth Knox and Agnès Vesrerman, ECM, 2009
- Viola Spaces, Mode Records, 2009
- Saltarello Garth Knox, ECM, 2012
- Song of Songs, 2017
- John Zorn. Leonard: The Book of Angels Volume 30, Tzadik, 2017
- All Soundings Are True. Caoimhín Ó Raghallaigh · Garth Knox, 2017